# Gábor Delneky
Gábor Lázsló Delneky (Budapest, 29 de mayo de 1932-Orlando, 26 de octubre de 2008) fue un deportista húngaro que compitió en esgrima, especialista en la modalidad de sable.
Participó en los Juegos Olímpicos de Roma 1960, obteniendo una medalla de oro en la prueba por equipos. Ganó dos medallas en el Campeonato Mundial de Esgrima en los años 1959 y 1961.

## Palmarés internacional
| Juegos Olímpicos   | Juegos Olímpicos   | Juegos Olímpicos  | Juegos Olímpicos  |
| Año                | Lugar              | Medalla           | Prueba            |
| ------------------ | ------------------ | ----------------- | ----------------- |
| 1960               | Roma (Italia)      | Medalla de oro    | Sable por equipos |
| Campeonato Mundial |                    |                   |                   |
| Año                | Lugar              | Medalla           | Prueba            |
| 1959               | Budapest (Hungría) | Medalla de plata  | Sable por equipos |
| 1961               | Turín (Italia)     | Medalla de bronce | Sable por equipos |